# Wilhelm von Schröder
Freiherr Johann Wilhelm von Schröder, auch Wilhelm von Schroeder, Wilhelm von Schröter und Wilhelm von Schrötter (* 15. November 1640 in Königsberg in Bayern; † Oktober 1688 in Eperies, Ungarn) war ein deutscher Merkantilist und Kameralist am Hof Kaiser Leopolds I. in Wien.

## Leben
Wilhelm von Schröder wurde als Sohn von Wilhelm Schrötter und Anna Katharina geb. Löw 1640 in Königsberg i. Bay. geboren. Sein Vater war 1640 bis 1645 fürstlich sächsischer Amtmann des damals zum Herzogtum Sachsen-Gotha gehörigen Amtsstädtchens; später, 1660 bis 1663, Kanzler von Herzog Ernst dem Frommen in Gotha. Auch seine Brüder gelangten dort in hohe Ämter.
Schröder besuchte das Herzogliche Gymnasium in Gotha und begann 1659 juridische Studien an der Universität Jena, die er bereits 1660 abbrach, um sich eine umfassende Bildung durch Besuch der Wissenschafts- und Wirtschaftszentren in Holland und England zu erwerben. Sein Hauptinteresse galt den aufblühenden Staats- und Wirtschaftswissenschaften, aber ebenso den Naturwissenschaften und speziell der Alchemie. Er wurde 1662 Mitglied der Royal Society.
1663 scheiterte sein Versuch, seine Studien an der Universität Jena abzuschließen, da seine Dissertation, in der er sich mit Staatsphilosophie beschäftigte, nicht approbiert wurde.
Über seine Biographie bis zum Eintritt in den österreichischen Staatsdienst fehlen weitere Informationen.
Nach seiner Konversion zum Katholizismus bot er 1673 seine Dienste Kaiser Leopold I. an, für welchen er von 1675 bis 1677 aus London Berichte über die wirtschaftlichen Neuerungen Englands und deren mögliche Übertragung ins Habsburgerreich an den Kaiserhof in Wien sandte (sind nicht erhalten).
1677 wurde ihm angetragen, das Wiener Kunst- und Werkhaus am Tabor, einen staatlichen Musterbetrieb zur Einführung der Woll- und Seidenverarbeitung, Glashütte und Lehrwerkstätte für Gewerbetreibende, ein Projekt von Johann Joachim Becher, zu übernehmen. Nach ersten Erfolgen wurde das Kunst- und Werkhaus aus rechtlichen Gründen 1681 geschlossen, 1683 brannte es im Lauf der Zweiten Wiener Türkenbelagerung ab.
Von 1687 bis zu seinem Lebensende 1688 war er Kaschauer Kammerrat (an der Zipser Kammer) und Preßburger Kammerrat (an der Ungarischen Kammer).
Schröder heiratete im Jahr 1672 (oder 1673) die Freiin Henrica Susanna von Ernau-Moosburg. Das Paar hatte fünf Kinder. Nach Srbik machte Schröder nicht viel Gebrauch von seinem Adel, auch seine Nachkommen haben wohl keinen Gebrauch davon gemacht. 

## Leistungen
Wilhelm von Schröders Verdienste liegen in seinem Versuch, die merkantilistischen und kameralistischen Ideen, die am Wiener Hof durch Philipp von Hörnigk und Johann Joachim Becher vertreten waren, weiter zu forcieren.
In seinen Schriften vertrat er den Standpunkt des Staates und des Staatsoberhauptes, welches den Staat zur wirtschaftlichen Prosperität führen sollte, weshalb er auch als Absolutist und Fiskalist beurteilt wurde (Heinrich von Srbik).
Sein Hauptwerk Fürstliche Schatz- und Rentkammer wurde in acht Auflagen bis 1835 verlegt und zählte zu den Klassikern der Nationalökonomie seiner Zeit.

## Werke
- Wilhelm von Schröder: Discursus iuris publici de potestate circa sacra in Imperio Romano-Germanico. Jena 1660.
- Wilhelm von Schröder: Dissertatio accademica cuius prima pars De ratione status, secunda De nobilitate, tertia De ministrissimo, quam pro more consueto praeside … Jena 1663 (nicht approbierte Dissertation).
- Wilhelm von Schröder: Nothwendiger Unterricht vom Goldmachen, denen Buccinatoribus oder so sich selbst nennenden foederatis hermeticis auf ihre drey Epistel zur freundlichen Nachricht. 1684.
- Wilhelm von Schröder: Fürstliche Schatz- und Rentkammer. Leipzig 1686.